# Петър Чакър
Петър Чакър (на македонска литературна норма: Петар Чакар) е писател, драматург и културен историк от Република Македония.

## Биография
Петър Чакър е роден в 1912 година град Струга, тогава в Османската империя, в големия род Чакъровци. Ръководител е на фестивала Стружки вечери на поезията. Пише драми и фейлетони за живота на Братя Миладинови, Георги Пулевски, Наум Евров, Георги Икономов и други.
Умира в 1995 година.